# Artikelverzeichnis
Ein Artikelverzeichnis ist eine Website, auf der jeder Internet-Nutzer Artikel (d. h. Textbeiträge) verfassen kann, die (in verschiedenem Ausmaß) Hyperlinks seiner Wahl enthalten dürfen. Die Motivation der Textautoren besteht darin, im Rahmen der Suchmaschinenoptimierung durch das Setzen von Rückverweisen auf ihre Websites die Reihenfolge in den Ergebnislisten der Suchmaschinen zu verbessern. Artikelverzeichnisse sind ähnlich wie Webverzeichnisse nach Themen geordnet.

## Entstehung
Es gibt sehr viele widersprüchliche Quellen und Aussagen zu der Entstehung und der Idee der Artikelverzeichnisse. Es steht jedoch fest, dass Artikelverzeichnisse, die es bereits seit vielen Jahren gibt, durch die Entwicklung des Web 2.0 neuen Auftrieb und breitete Bekanntheit erhalten haben. Artikelverzeichnisse sind aus der Perspektive der Web 2.0 Bewegung nichts anderes als eine weitere Möglichkeit, jeden Internet-User an der Erschaffung neuer Inhalte zu beteiligen.

## Richtlinien und Merkmale
- Das Urheberrecht muss beim Publizisten selbst liegen.
- Einige Artikelverzeichnisse fordern, dass die eingereichten Artikel exklusiv für sie geschrieben werden.
- Die Artikel müssen über eine Mindestlänge verfügen (angegeben in Wörtern oder Zeichen).
- Der Autor kann Hyperlinks auf Websites seiner Wahl setzen, jedenfalls zumindest einen. Meist sind mehr Links erlaubt, wenn der Autor auf einer von ihm betreuten Website seinerseits einen Backlink auf das Artikelverzeichnis legt oder einen besonders langen Text einzureichen bereit ist.
- Viele Artikelverzeichnisse erlauben die Selbstdarstellung von Firmen und Produkten, sofern der Artikel ausreichend sachlich ist und einen Mehrwert für den Leser darstellt.
- Verwehrt wird Autoren hingegen meist die Freischaltung nicht jugendfreier Texte oder von Texten mit gravierenden anderen Mängeln (Rechtschreibung)

## Motivationen
Der Betreiber des Artikelverzeichnisses verdient einerseits Geld durch Werbeanzeigen, die er dort schaltet. Daher ist er daran interessiert, Artikel mit hochwertigem Inhalt zu erhalten, die wiederum für möglichst viele Leser interessant sind. Andererseits kann er Links verkaufen, wenn er ein gut bewertetes Artikelverzeichnis führt.
Der Autor eines Artikels kann Produkte beschreiben und auf die Website seiner Firma verlinken. Er kann auch den Text und die verlinkten Wörter mit von ihm verwendeten Keywords abgleichen, was sich günstig für die Platzierung in Suchmaschinen auswirken kann. Oft werden die betreffenden Seiten vorrangig dazu genutzt, Werbung und Suchmaschinenoptimierung für die eigene Website zu betreiben. Ein weiterer Grund für Autoren Artikel zu schreiben, ist die Möglichkeit Geld zu verdienen, die eine Reihe von Portalen bietet. Je nach Anbieter muss man entweder seine AdSense-Pub-Id angeben, einen AdSense-Code-Schnipsel einfügen oder wird an den Einnahmen aus der Werbung des Artikelverzeichnisses beteiligt.
Die Leser können dort für sie möglicherweise nützliche Inhalte finden, etwa Tipps zur Bedienung technischer Geräte oder Anregungen für Freizeitbeschäftigungen.

## Kritik
Artikelverzeichnisse sind somit im Allgemeinen nichts weiter als eine Ansammlung von Werbetexten und/oder von Firmen veröffentlichten Pressemitteilungen und werden primär für das Sammeln von Backlinks angelegt. Es wird weniger Wert auf die Qualität der Beiträge gelegt. Die Seiten werden auch genutzt, um mit Hyperlinks von der sich seriös gebenden Artikelseite auf kostenpflichtige Webseiten zu verweisen. Von Suchmaschinen-Spammern gezielt erstellte Artikelverzeichnisse von fragwürdiger Qualität ermöglichen es, zum Beispiel über Google AdSense Einnahmen zu erzielen.
Von Vorteil für die Spammer ist dabei, dass die Backlink-Texte frei wählbare Wörter enthalten dürfen und auch mit Hilfe von Deep Links auf Unterseiten einer Website verwiesen werden darf. Bücher, die sich mit dem Thema kostenlose Werbung befassen, bieten im Anhang sogar Listen mit den für Backlinks am besten geeigneten Artikelverzeichnissen des Internets. Dies macht deutlich, dass es vielen Autoren von Artikeln in Verzeichnissen hauptsächlich darauf ankommt, über die auf den Artikelseiten zu findenden Hyperlinks das Ranking ihrer Seiten in einer Suchmaschine zu verbessern. So sollen die fachlichen Beiträge in einem Artikelverzeichnis dazu beitragen, „den PageRank der (eigenen) Webseite zu steigern. Inhaltlich sollte es dabei natürlich um Themen gehen, die für die eigene Zielgruppe interessant sind.“ Es wird sogar davor gewarnt bei der Nutzung mehrerer Verzeichnisse „nicht jedes Mal den gleichen Text zu verwenden, da man sonst unter Umständen den schädlichen Effekt erzielt, dass die Seite von den Suchmaschinen abgewertet wird.“